# Kaknästornet
Kaknästornet je spojovací věž pro rozhlasové a televizní vysílání, má výšku je 155 metrů a spolu s anténou měří 170 m. Věž je ve Stockholmu, má 34 pater a v minulosti sloužila i jako rozhledna, která byla zdarma přístupná veřejnosti. Kvůli své poloze, významnosti a potencionálním bezpečnostním hrozbám je tento vládou chráněný objekt od 25. 9. 2018 veřejností nepřístupný. Kaknästornet není vysílací věží, ale je ústředním uzlem celostátní spojovací a optické sítě společnosti Teracom, která distribuuje rozhlasové a televizní vysílání po celém Švédsku.

## Historie stavby

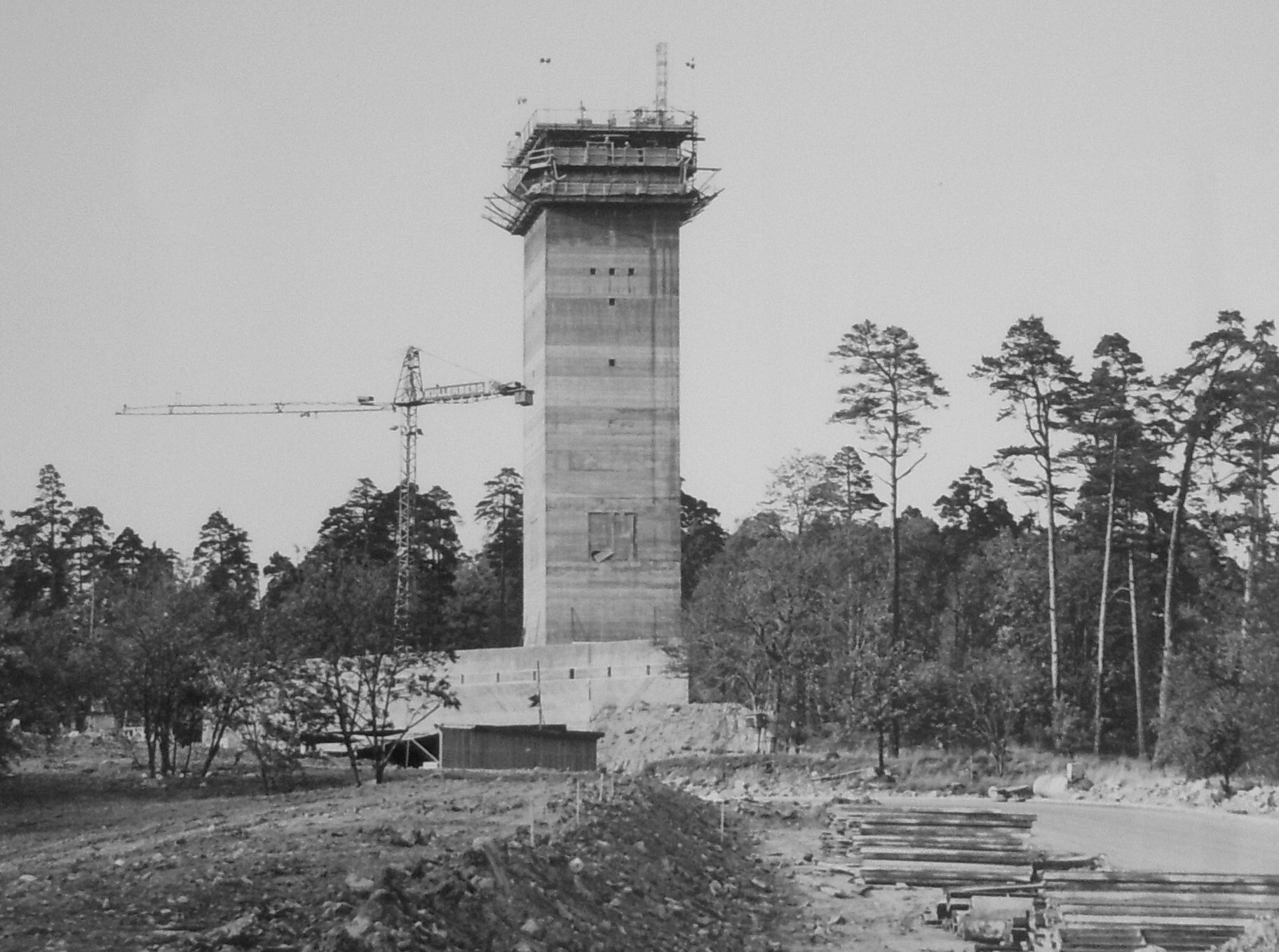

Rozhodnutí o stavbě věže padlo v roce 1963. Věž byla odlita z betonu pomocí posuvných forem. Při této technologii (kdy forma stoupá s rostoucí výškou věže) je kladen důraz na přesnost. Rychlost odlévání byla 4 metry za den. Budova byla odlita za 35 dní. Slavnostně otevřena byla dne 12. května 1967 tehdejším ministrem komunikací Olofem Palmem a starostou města Hjalmarem Mehrem.
Věž navrhli architekti: Hans Borgström a Bengt Lindroos
architektonický styl: Brutalismus Vlastníkem i provozovatelem je společnost Teracom.

## Poloha

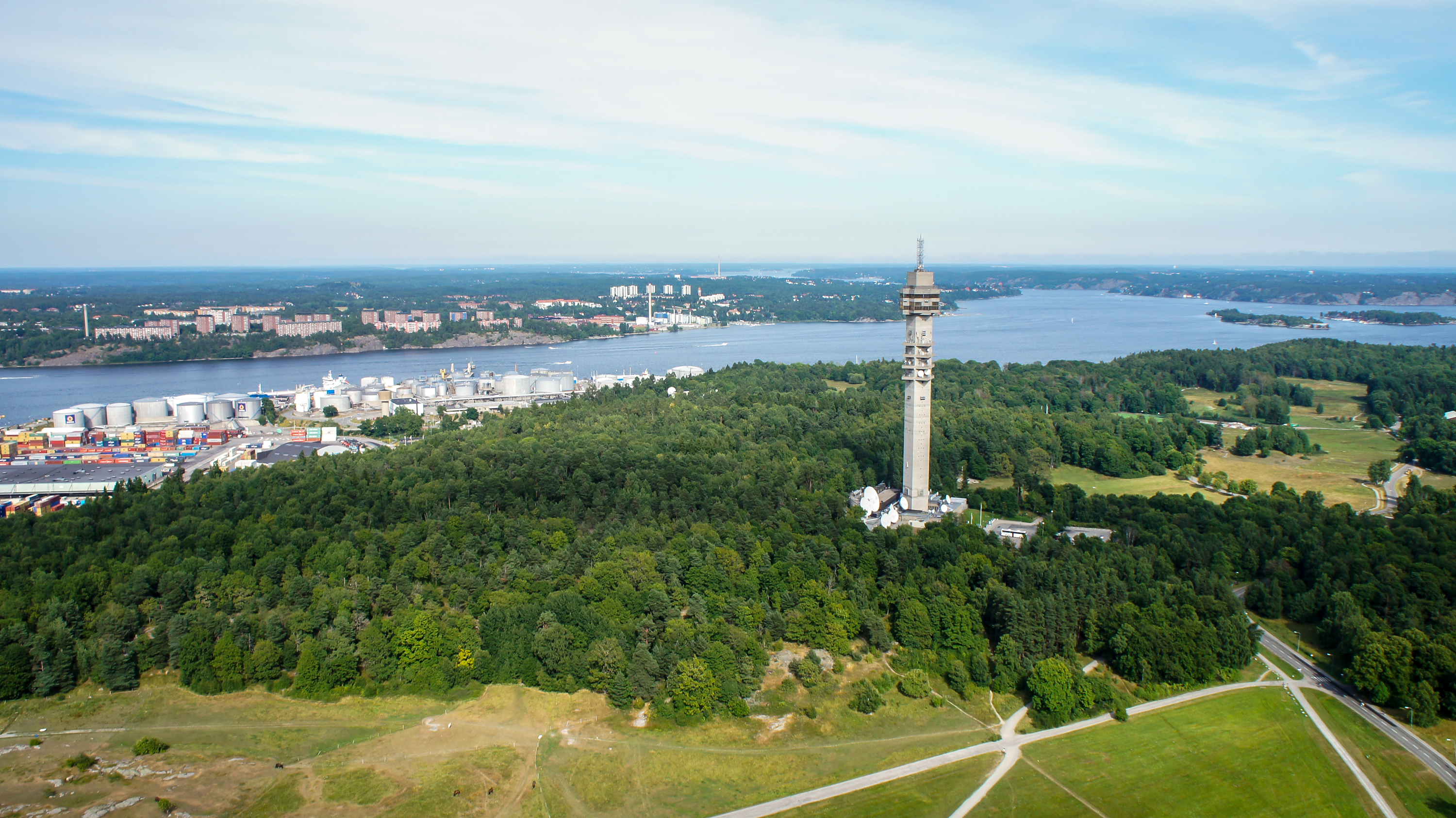

Věž stojí ve stockholmské čtvrti Ladugårdsgärdet (lidově Gärdet). Tato čtvrť je, kromě zastavěné části, ekologickým městským parkem. Původně se jednalo o vojenské cvičiště, v roce 1843 se zde konaly „olympijské hry“ a v roce 1919 v Gärdetu přistála i vzducholoď (Zeppelin, LZ 120 Bodensee). V ekoparku se volně pohybuje lesní zvěř, ovce i pasoucí se skot.
Z centra města (T-centralen) autobusem č. 69 trvá cesta k věži 10–15 minut.

## Uvnitř věže
Ve vestibulu zdobí stěny umělecké dílo Spelrum Futurum ze smaltované mědi, jehož autorem je výtvarník Walter Bengtsson. Byla zde i prodejna se zajímavým zbožím. Veřejnost mohla vyjet (vyjít) do 30. patra věže a za jasného počasí vidět Stockholm s předměstími a vnitřním souostrovím (přes sklo, viditelnost až 60 kilometrů). Ve 30. patře byla kavárna a bar. Z třicátého patra vedou schody, kde byla o patro výš klecová venkovní plošina s dalekohledem určená veřejnosti. Ve 28. patře věže byla restaurace. Věž má 34 pater.

### Galerie

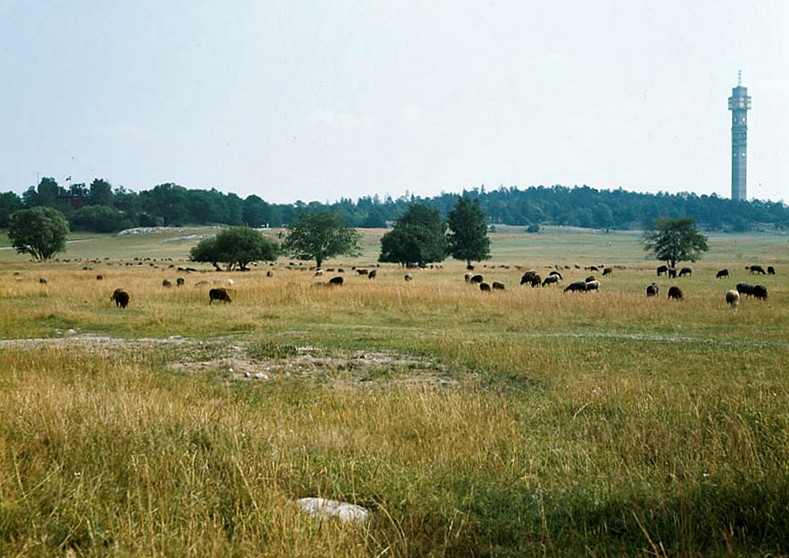
Pasoucí se stádo
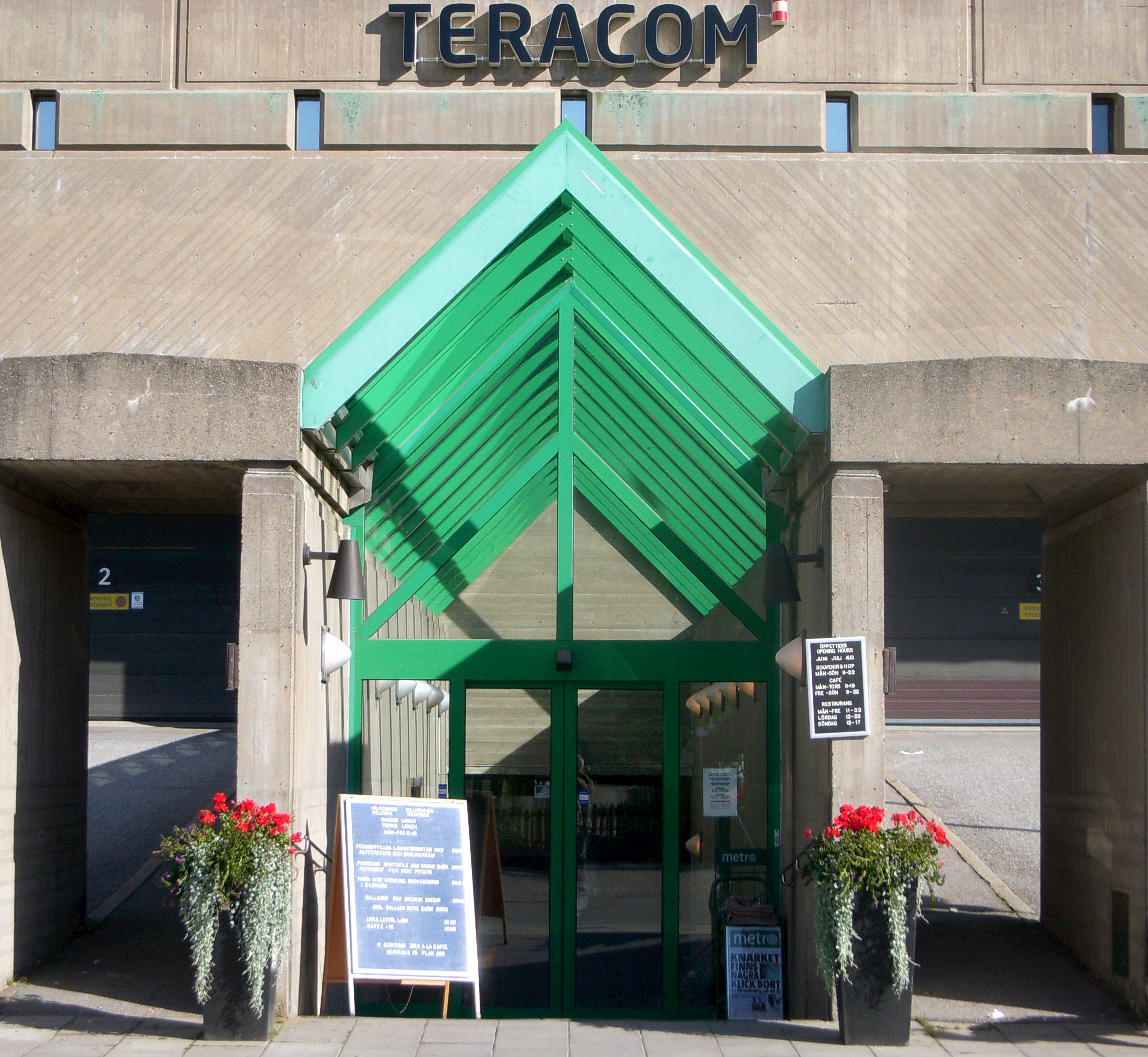
Vchod do věže
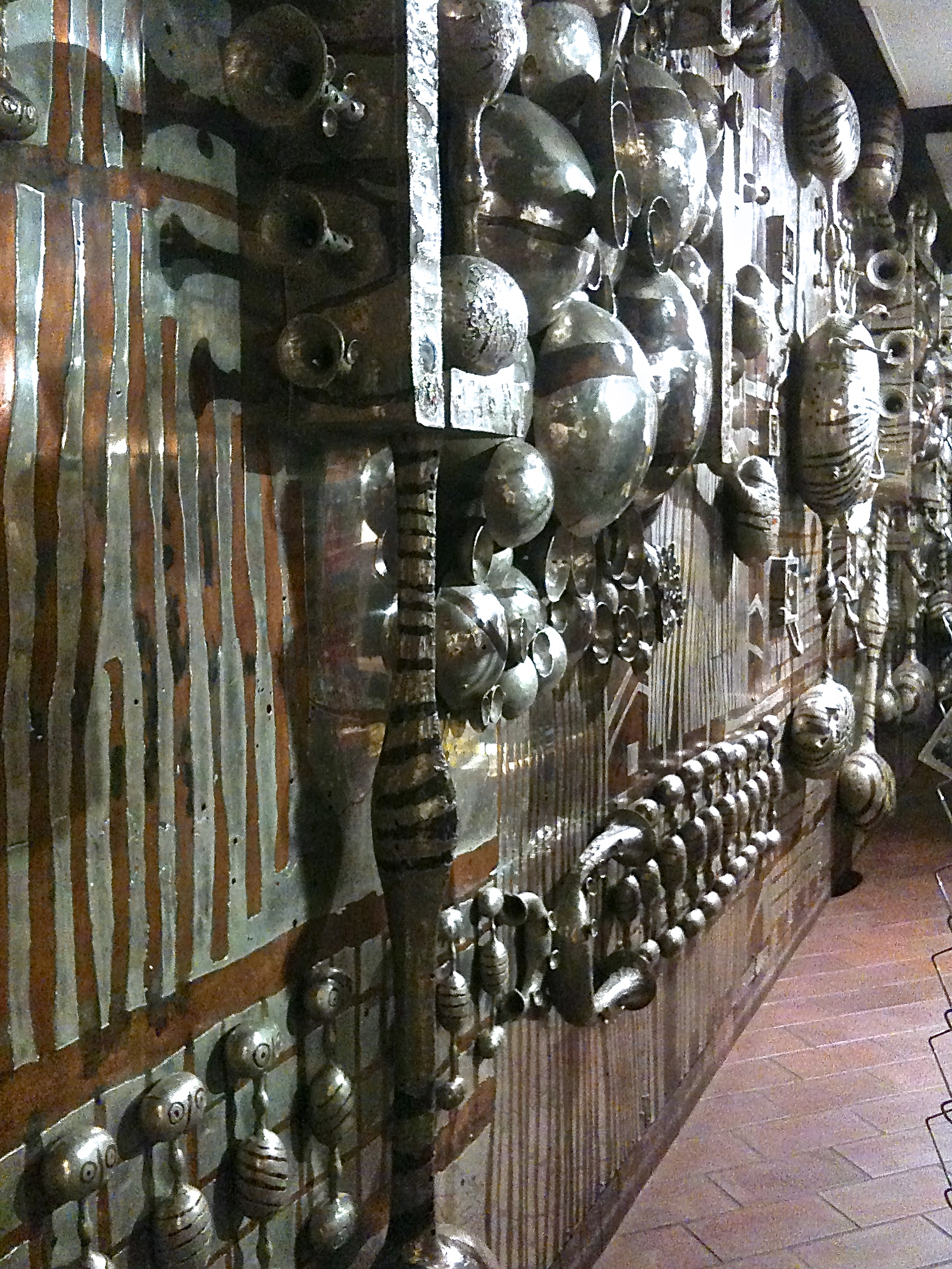
Spelrum Futurum (vestibul)
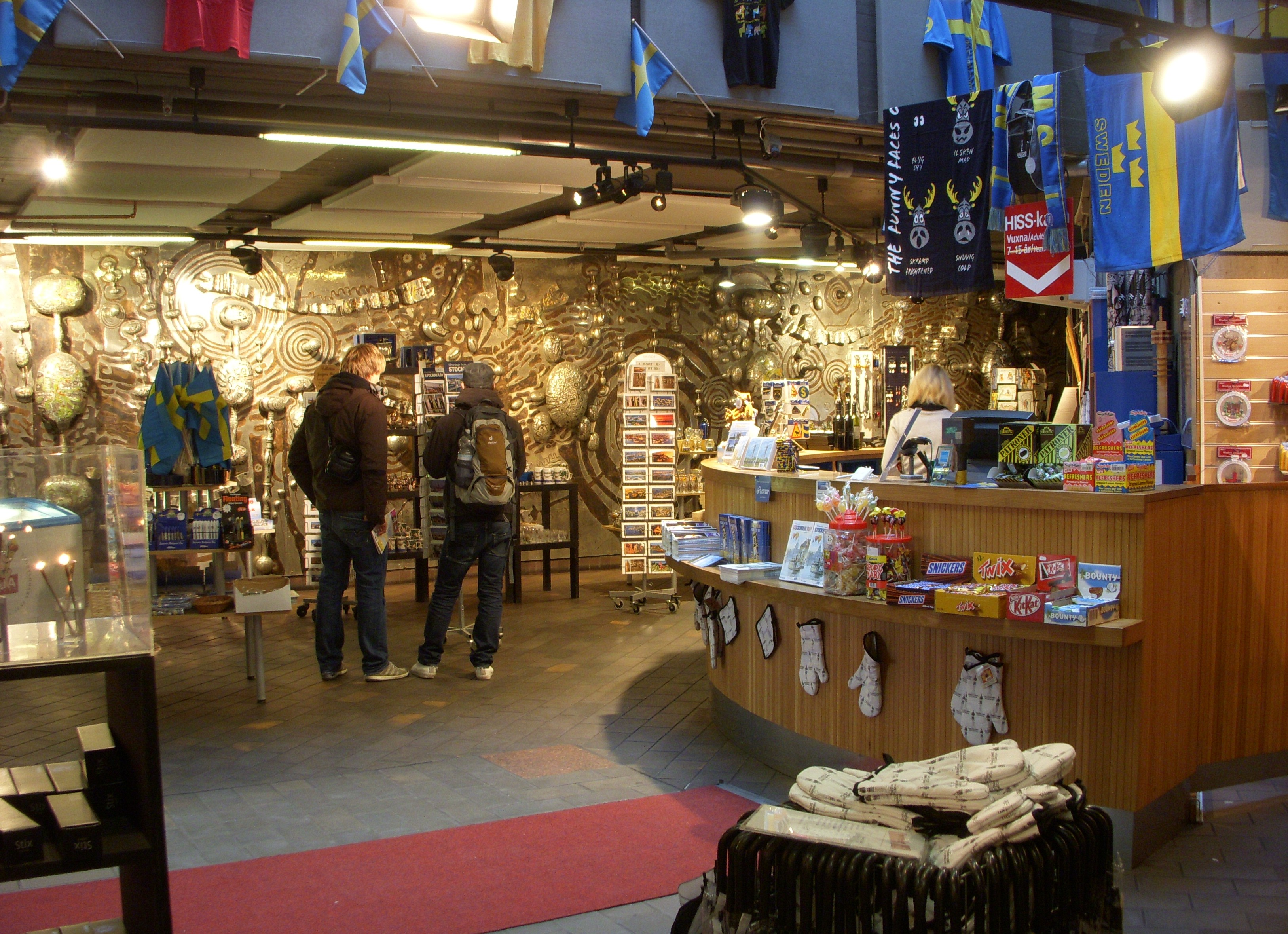
Vestibul - prodejna
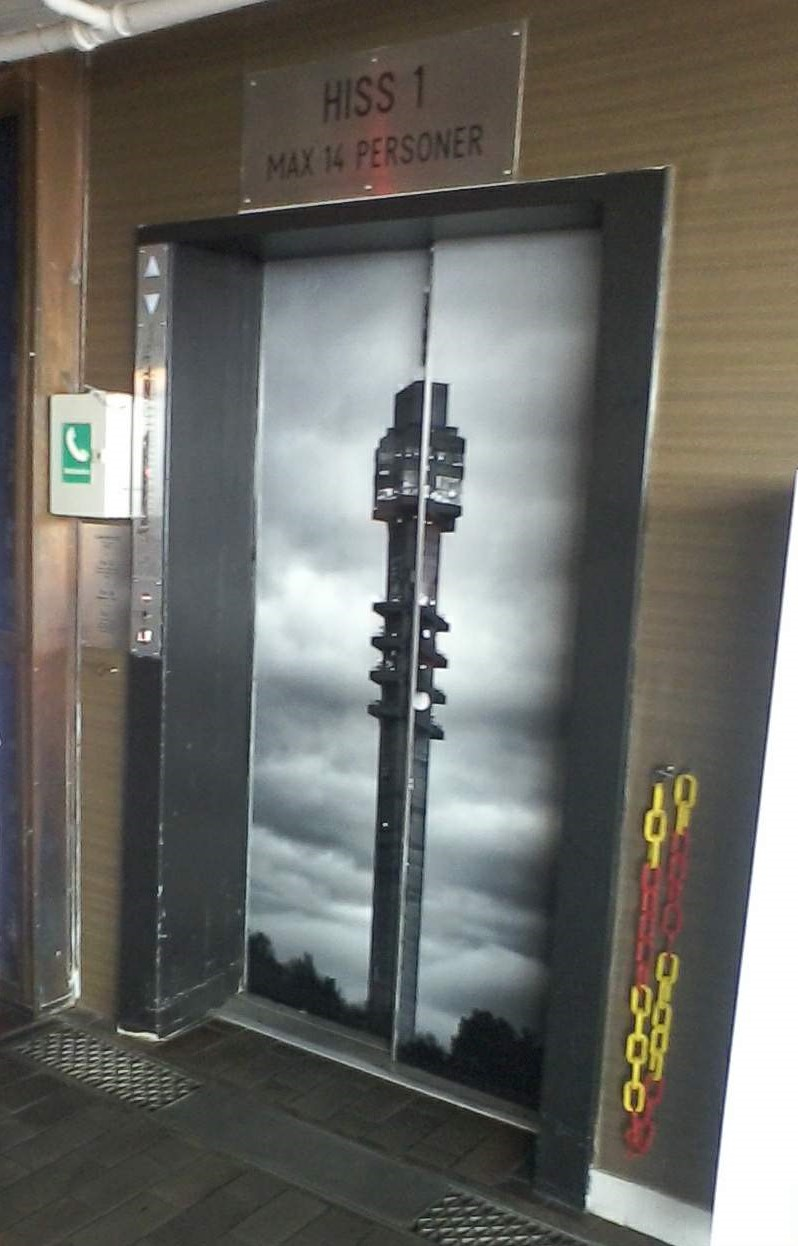
Výtah s malbou
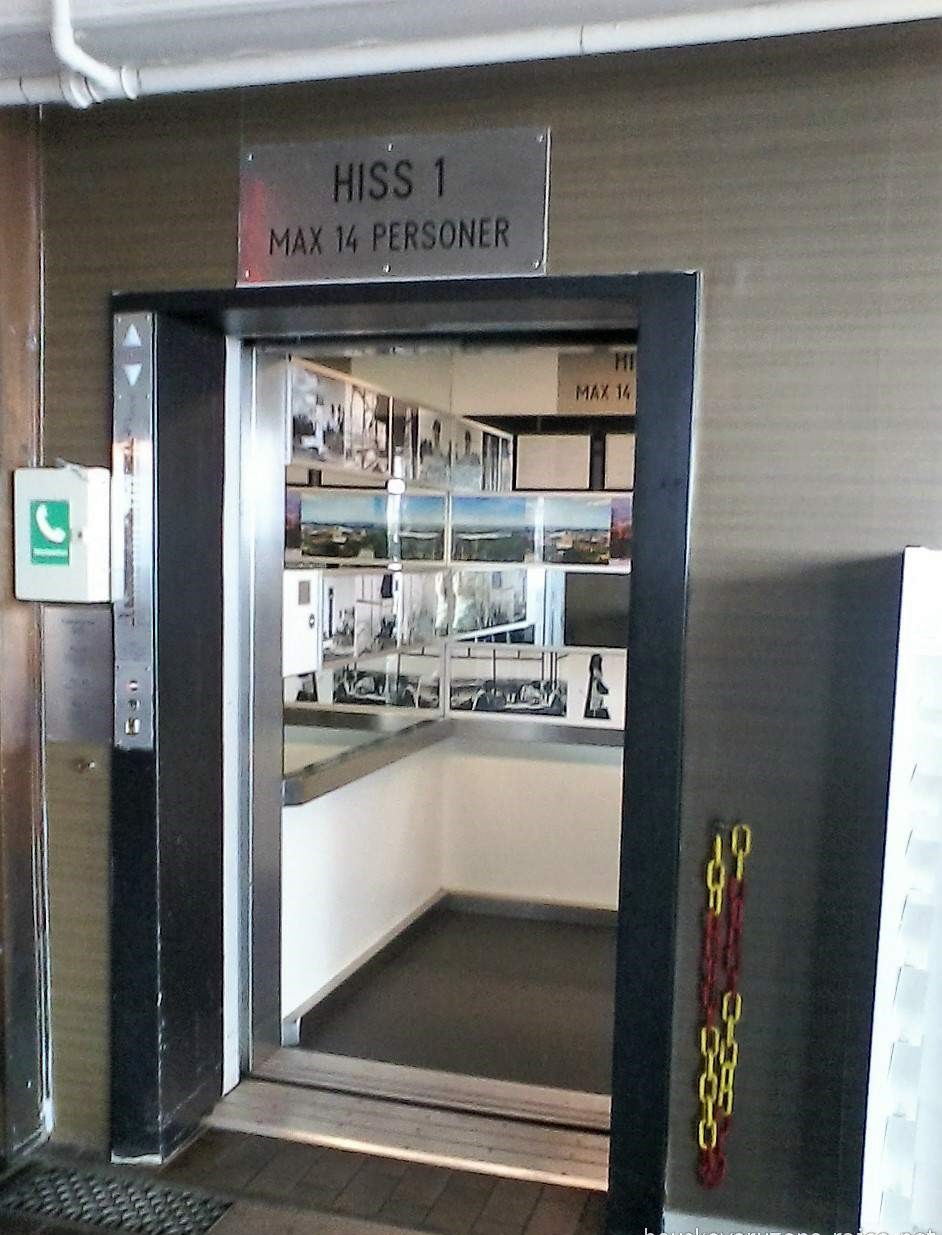
Historie stavby (výstava uvnitř výtahu)
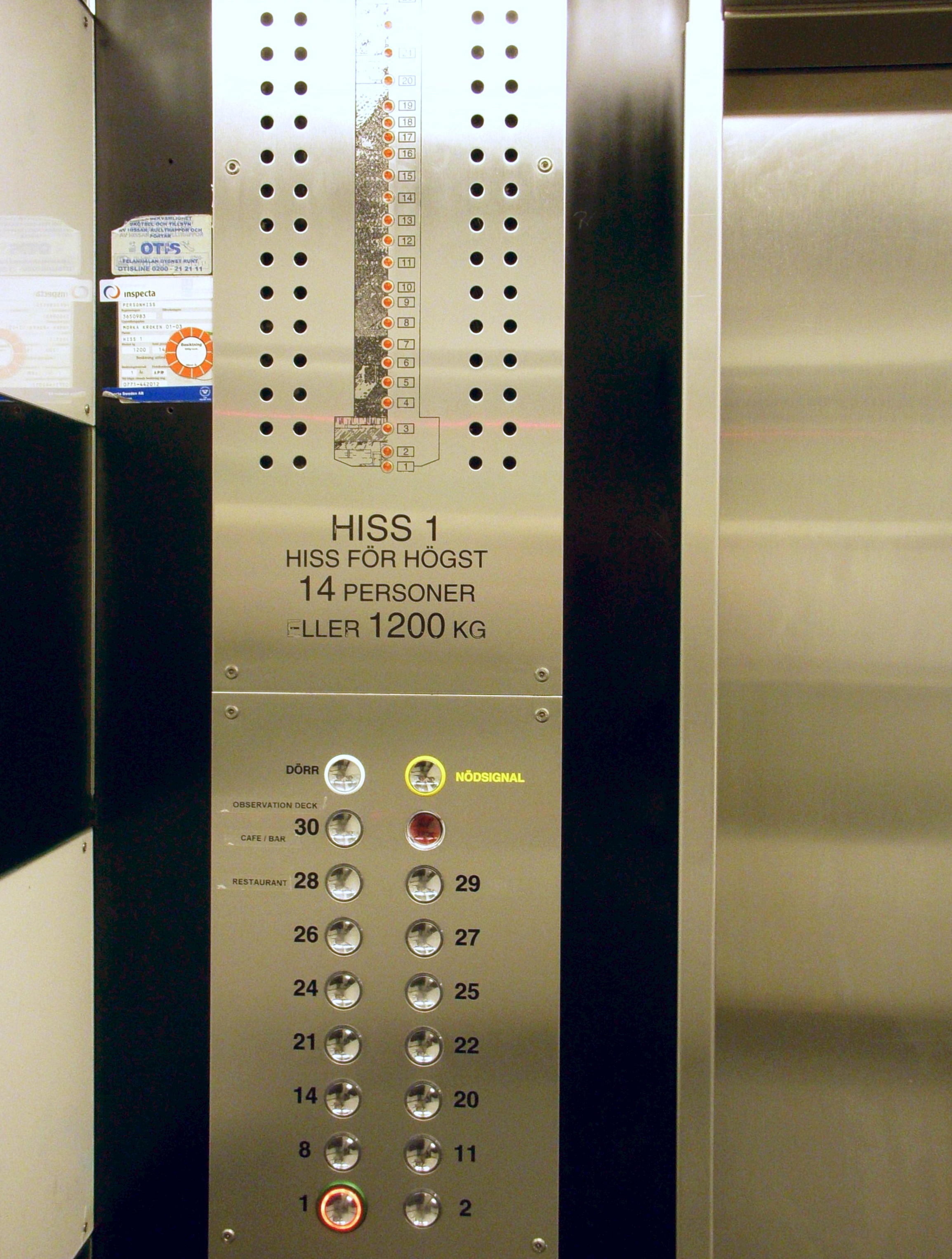
30 pater = 30 vteřin výtahem
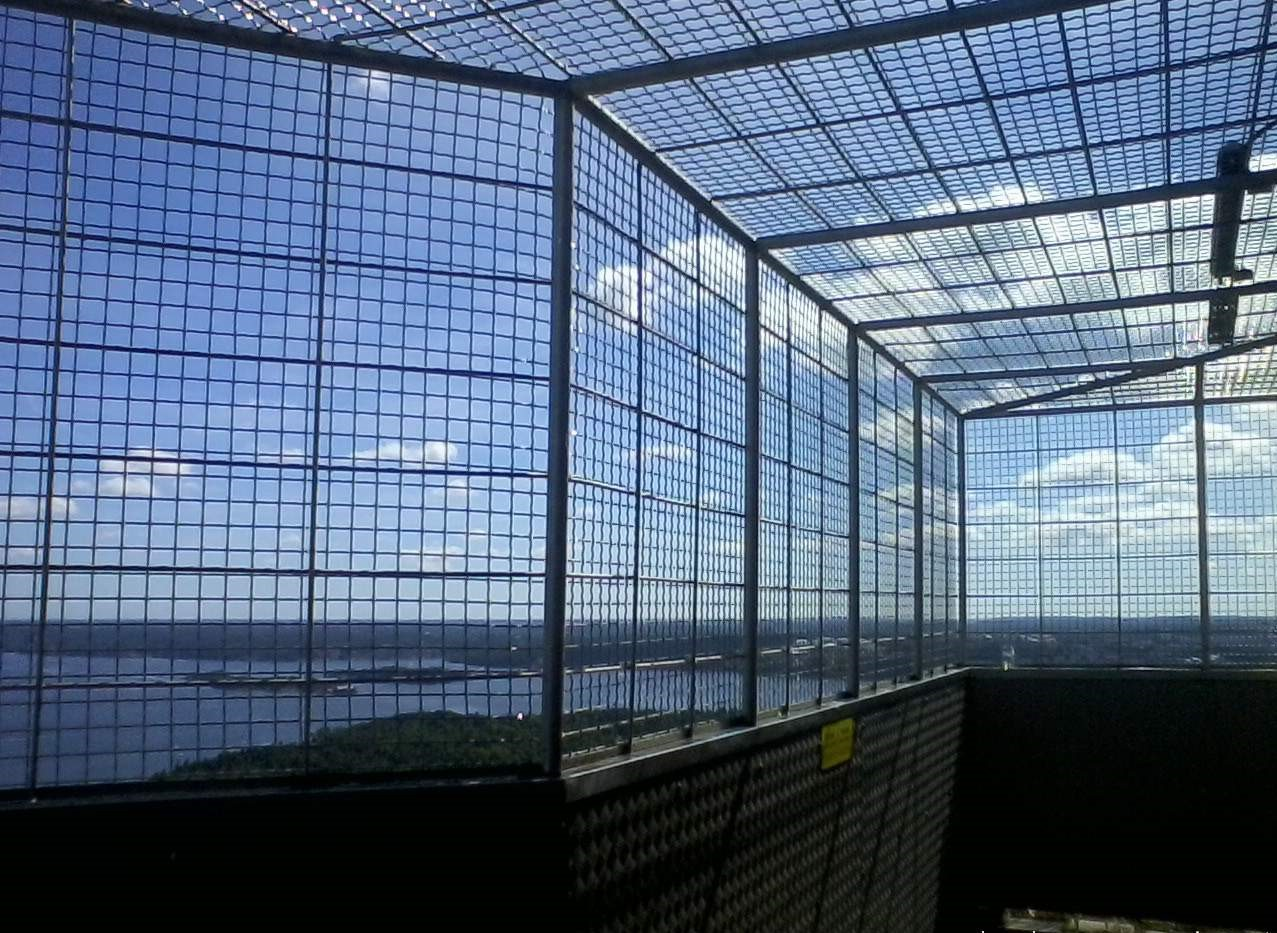
31. patro s kruhovou klecovou plošinou
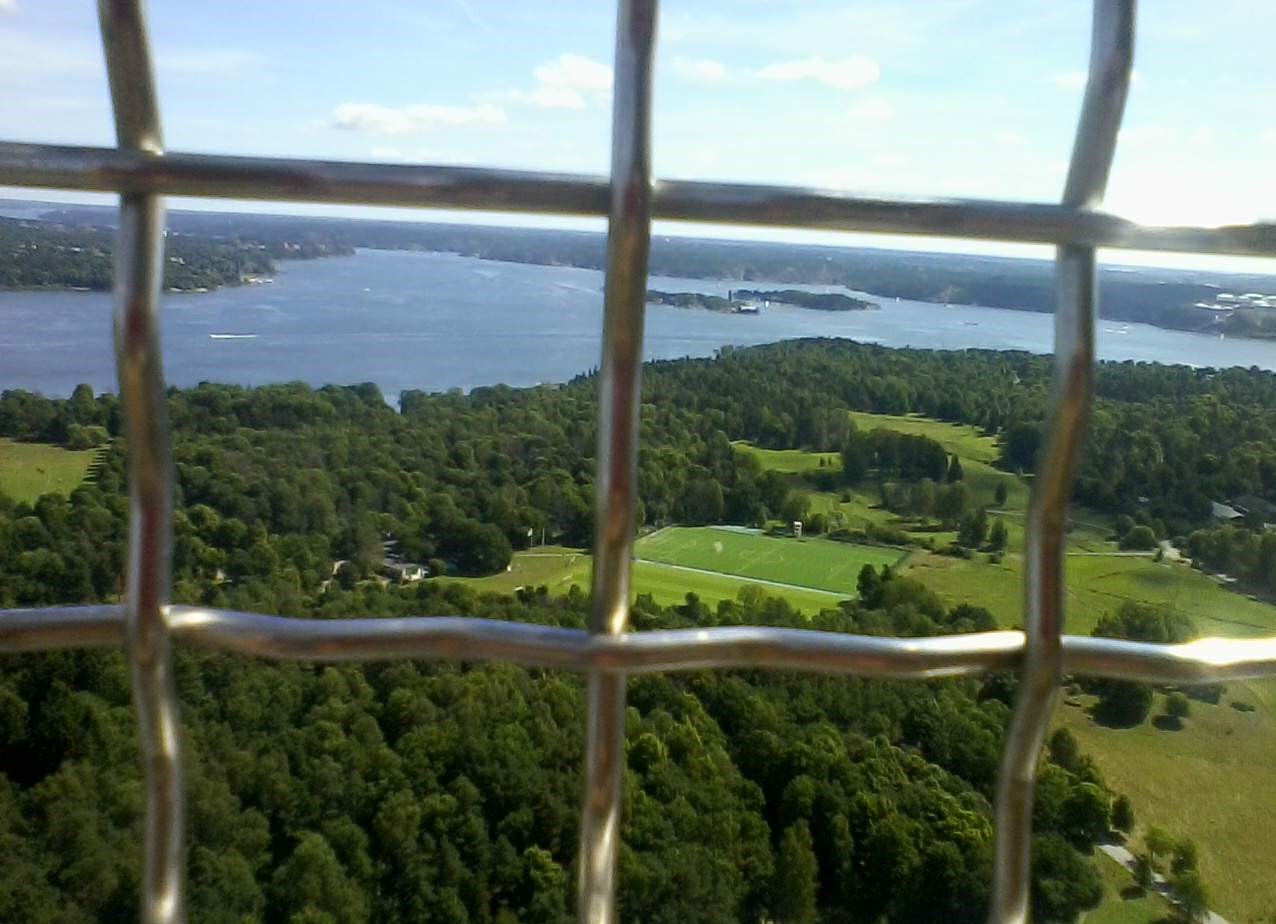
31. patro (pěšky z 30. patra)
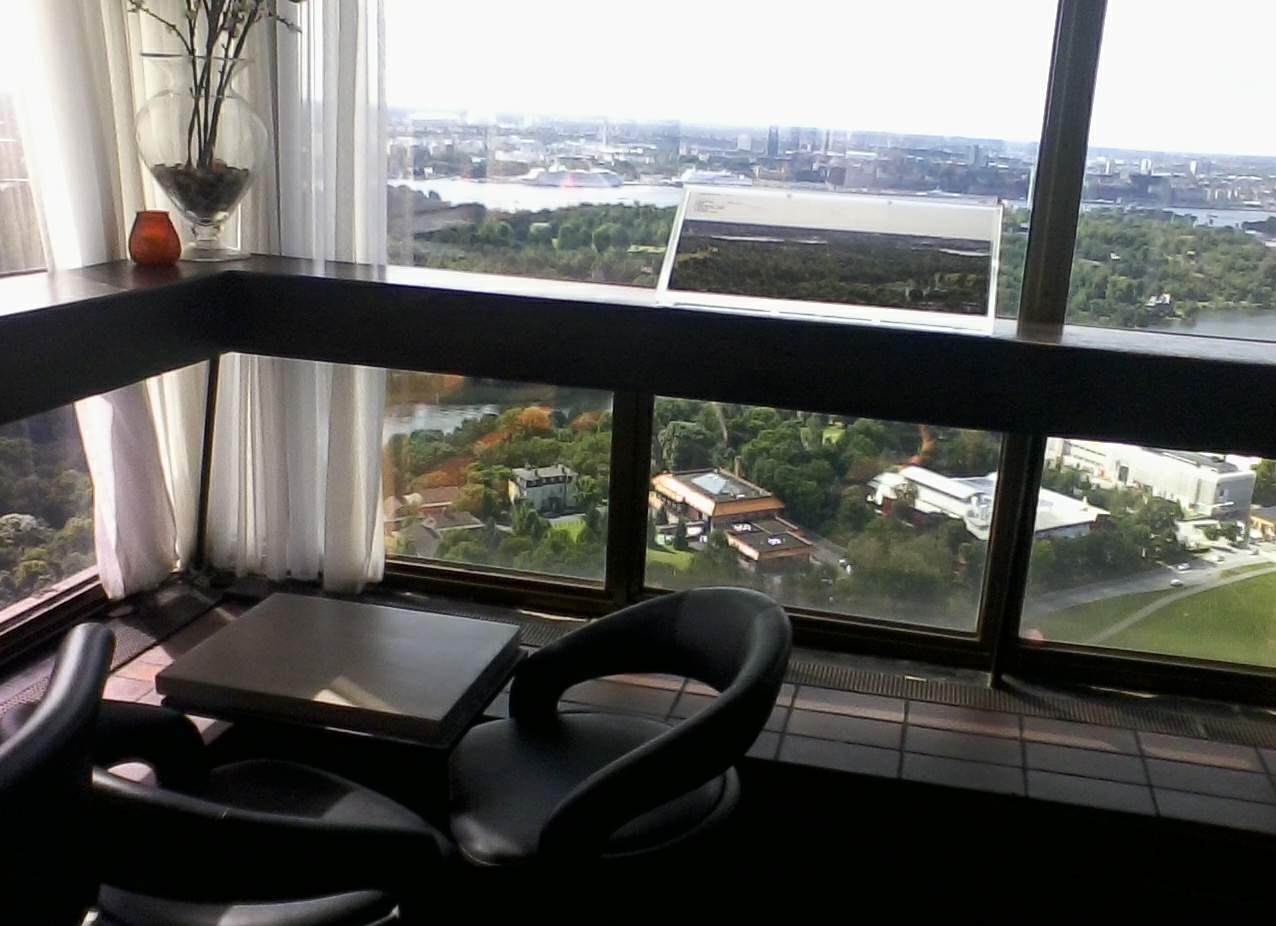
30. patro (kavárna, bar)
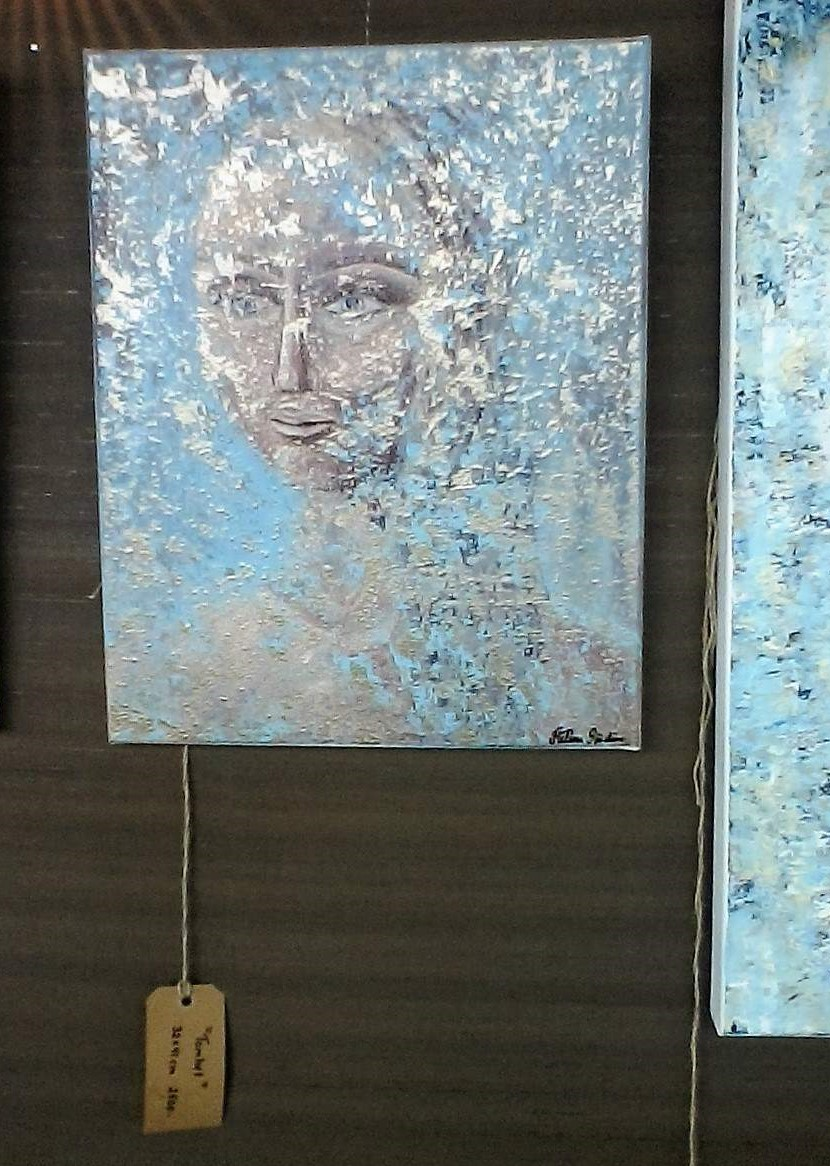
Prodejní výstava na stěnách baru
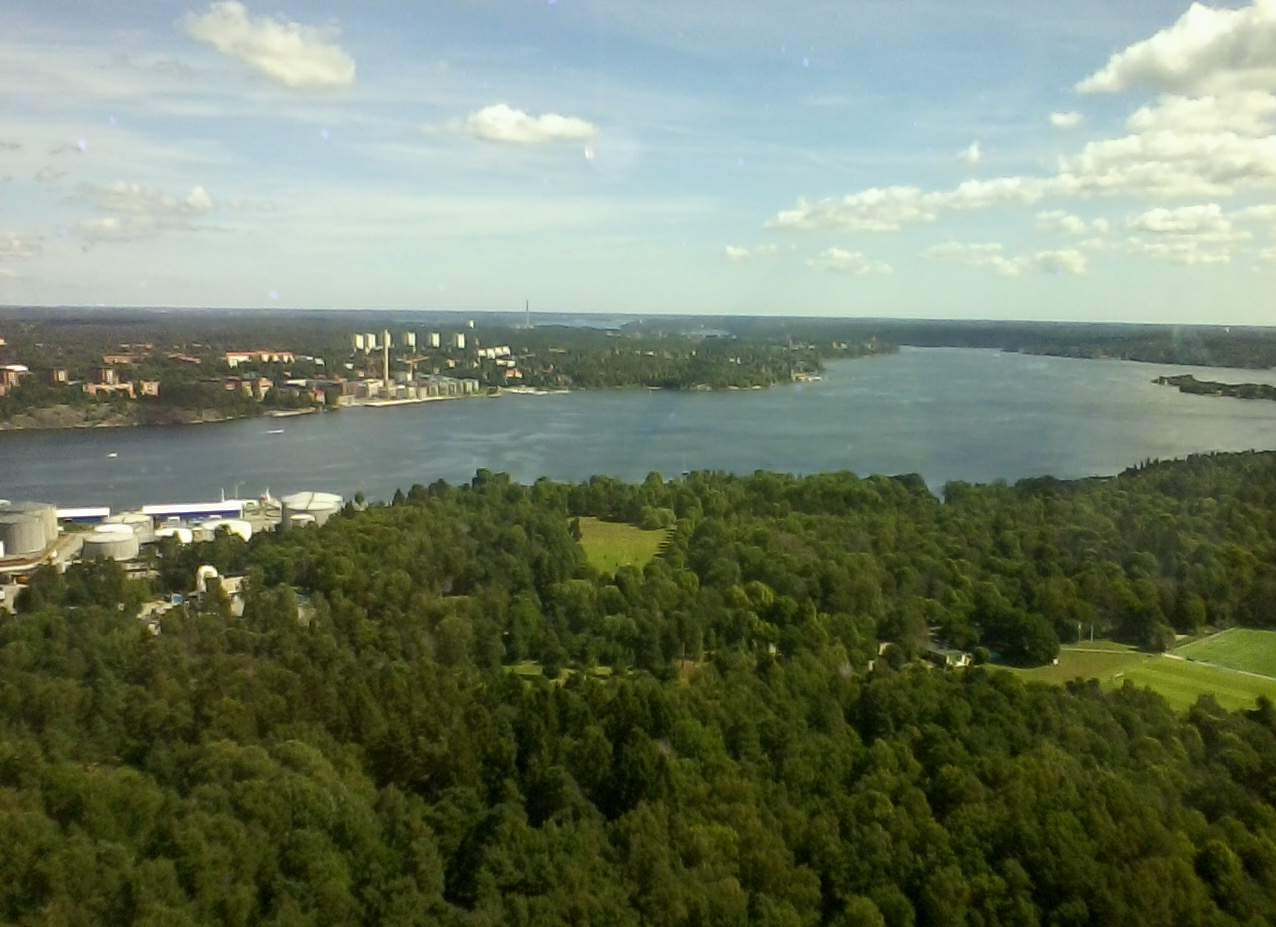
Všechna okna (nejen baru) chrání zlatá fólie.